# ابیدال، کلگری
ابیدال، کالگری (به انگلیسی: Abbeydale, Calgary) در کانادا با جمعیت ۶٬۰۱۲ نفر است که در آلبرتا واقع شده‌است.